# Paraconger similis
Paraconger similis är en fiskart som först beskrevs av Wade, 1946.  Paraconger similis ingår i släktet Paraconger och familjen havsålar. IUCN kategoriserar arten globalt som livskraftig. Inga underarter finns listade i Catalogue of Life.